# طاوشية
الطاوشية (الاسم العلمي: Tauschia) هي جنس من النباتات يتبع الفصيلة الخيمية من رتبة الخيميات. سمي هذا الجنس من النبات نسبة إلى عالم النبات التشيكي إغناز فريديش طاوش.

## أنواع الطاوشية
- طاوشية زرقاء
- طاوشية ألبية
- طاوشية باريشية
- طاوشية تكسانية
- طاوشية ثنائية اللون
- طاوشية حادة
- طاوشية خيطية الشكل
- طاوشية عارية الساق
- طاوشية غمدية
- طاوشية مفترشة
- طاوشية ناحلة
- طاوشية رقيقة الأوراق
- طاوشية خشنة الأوبار
- طاوشية غواتيمالية
- طاوشية كولتيرية
- طاوشية محولة
- طاوشية وردية
- طاوشية مأكولة
- طاوشية خطية الأوراق
- طاوشية زغباء
- طاوشية قصيرة
- طاوشية مغطاة
- طاوشية مهملة
- طاوشية مورية
- طاوشية نلسونية